# Стіни та ворота Єлецького Успенського монастиря
Стіни та ворота Єлецького Успенського монастиря — пам'ятка архітектури національного значення у Чернігові.

## Історія
Постановою Кабінету Міністрів УРСР від 24.08.1963 № 970 «Про впорядкування справи обліку та охорони пам'яток архітектури на території Української РСР» надано статус «пам'ятник архітектурі національного значення» № 817/6 під назвою «Стіни та ворота».
Встановлено інформаційну дошку.

## Опис
Входить до комплексу споруд Єлецького Успенського монастиря — ділянка історико-архітектурного заповідника «Чернігів стародавній», розташований на Єлецькій Горі — вулиця Князя Чорного, 1. Стіни з брамою є цікавим елементом найдавнішого ансамблю ХІ століття, розвиток якого припав на період бароко, в архітектурі ансамблю простежується вплив московського бароко XV—XVII століть.
Навколо монастиря в XVII столітті у стилі бароко були зведені стіни з брамою та вежами, а також дзвіниця. У 1885 році частина огорожі обрушилася і була відновлена нижчою.
Територія монастирського ансамблю оточена огорожею, де із західної та північної сторін розташовані ворота. Стіни з воротами — цегляні, оштукатурені, довжиною до 1 км, висотою близько 4 м. Зовні стіни прикрашені пілястрами та профільованим карнизом вінчають, мають профільований цоколь. Усередині стіни йдуть із арочними нішами. Стіни східної сторони (з боку Єлецької вулиці) перед дзвіницею утворюють невеликий трапецеїдальний курдонер (двір), декор більш насичений: напівциркульні ніші з трикутними сандриками та тонко профільованими обрамленнями, що є характерним для московської архітектури XVI—XVII століть. Перед західними воротами (з боку вулиці Князя Чорного) є менший курдонер; арочний проїзд у піднятій над огорожею стіні (з декором).